# Дрваня
Дрваня (словен. Drvanja) — поселення в общині Бенедикт, Подравський регіон‎, Словенія.